# Никола Моравчевић
Никола Моравчевић (Загреб, 10. децембар 1935) универзитетски је професор светске књижевности, књижевни критичар и књижевник.

## Биографија
Рођен је у породици српског официра Југословенске краљевске војске. По завршетку Академије за позоришну уметност Београдског универзитета (1955. године), Моравчевић одлази у Америку, где 1961. године магистрира на позоришном одсеку „Уметничког института у Чикагу“ и три године касније докторира на одсеку за светску књижевност „Универзитета државе Висконсин“ у Медисону.
После две године доцентуре на колеџу Стивенс у држави Мисури, Никола Моравчевић је прешао на одсек светске књижевности „Универзитета државе Илиноис“ у Чикагу где је 1968. године промовисан у ванредног и 1971. у редовног професора. На UIC-у је радио и у управи универзитета, прво као оснивач и шеф Одсека за словенске (касније и балтичке) језике (1968—1981), а потом и као Проректор универзитета и Директор за универзитетски развој (1981—88).

### Научни рад
Његов научни рад обухвата преко две стотине књижевних есеја и критичких приказа из области компаративне, руске, француске и српске књижевности штампаних у десетак збирки есеја, у неколико водећих енциклопедија и у великом броју књижевних часописа у САД и Канади. Часописи у којима се налази највећи број његових есеја су: .

## Дела
Написао је историјски роман Албион, Албион (Београд: Издања С. Машића, 1994. и 1997), за који је добио (1998) награду Растко Петровић, намењену најбољем прозном делу српског писца из расејања. Друго издање овог романа је изашло 1998. године у издању С. Машића, а треће 2006. године у издању Стубова културе. У 2009. години издавачка кућа Архипелаг у Београду је издала енглеску верзију овог романа.
- Год. 2003. издат је његов други историјски роман: Светлост Запада - Lux Occidentalis (на језику: (језик: српски)). Београд: Издавачка кућа Просвета. ISBN 978-86-07-01443-9.
- Год. 2005. издата је колекција његових есеја штампана на енглеском језику под насловом: Selected Essays on Serbian and Russian Literatures and History (на језику: (језик: енглески)). Београд: Издавачка кућа Архипелаг. 2005. ISBN 978-86-7979-116-0.
- Год. 2007. издат је његов трећи историјски роман: Витез у доба зла (на језику: (језик: српски)). Београд: Издавачка кућа Архипелаг. ISBN 978-86-86933-01-0.
- Год. 2008. издат је његов историјски роман на енглеском језику: A Brandenburg Concerto (на језику: (језик: енглески)). Београд: Издавачка кућа Архипелаг. ISBN 978-86-86933-23-2.
- Год. 2009. издат је српски превод његовог историјског романа: Бранденбуршки кончерто (на језику: (језик: српски)). Београд: Издавачка кућа Архипелаг. 2009. ISBN 978-86-86933-57-7.
- Год. 2009. издат је његов пети историјски роман: Време васкрса (на језику: (језик: српски)). Београд: Издавачка кућа Архипелаг. ISBN 978-86-86933-53-9.
- Год. 2010. издат је његов шести историјски роман: Бечу на веру (на језику: (језик: српски)). Београд: Издавачка кућа Архипелаг. 2010. ISBN 978-86-86933-95-9.
- У лето 2010. године Моравчевић је добио Растко Петровић књижевну награду за животно дело.
- Год. 2011. издат је његов седми историјски роман: Последњи деспот (на језику: (језик: српски)). Београд: Издавачка кућа Архипелаг. 2010. ISBN 978-86-86933-95-9.
- Год. 2012. издат је његов осми историјски роман: Радичево завештање. Београд: Издавачка кућа Архипелаг.  978-86-523-0045-7.
- Год 2014. издат је његов девяти историјски роман: Записи о српском царству. Београд: Издавачка кућа Архипелаг.  978-86-523-0125-6.
- Год издат је његов десети историјски роман: Гроф Сава Владиславић. Београд: Издавачка кућа Архипелаг. 2015.  978-86-523-0153-9. У 2016. години за овај роман Моравчевић је награђен књижевном наградом Јанко Веселиновић од стране Српског удружења књижевника за најбољи историјски роман у 2015. години.[тражи се извор]
- Године 2016. издат је његов једанаести историјски роман: Марко Мрњавчевић (непризнати српски краљ) Београд: Издавачка кућа Архипелаг.[тражи се извор]
- Године 2016. издата је његова историјска студија: „Српске властелинке, државнице и дипломаткиње крајем XIV и првом половином XV века. Београд: Издавачка кућа Архипелаг.[тражи се извор]
- Године 2017. издат је његов дванаести историјски роман: „Браћа Анђеловићи” Београд: Издавачка кућа Архипелаг.[тражи се извор]

Члан је неколико америчких и интернационалних и професионалних удружења и почасни доктор Вроцлавског универзитета  у Пољској. Био је петнаест година (1980—1994) главни уредник јединог научног часописа у Америци посвећеног српској култури, Serbian Studies, a од 1991. године је члан Крунског савета принца Александра II Карађорђевића. Влада Републике Литваније 2012. године орденом Дипломатске звезде.

## Награде и признања

### Одликовања
- Велики крст Ордена Белог орла, доделио престолонаследник Александар Карађорђевић (2007)
- Командир Ордена Карађорђеве звезде, доделио престолонаследник Александар Карађорђевић (2017)[3]

### Књижевне награде
- Награда Јанко Веселиновић, коју додељује Удружење књижевника Србије (2016)